# FIBA European Champions Cup 1970-1971
La Coppa dei Campioni 1970-1971 di pallacanestro maschile venne vinta dal CSKA Mosca.
La finale, svoltasi in gara unica ad Anversa, vide la squadra sovietica prevalere sulla Pallacanestro Varese. L'allenatore ed il vice allenatore del CSKA (rispettivamente Aleksandr Gomel'skij e Armenak Alačačjan) ed il centro Vladimir Andreev, furono costretti a saltare la finale poiché squalificati dalla federazione sovietica, con l'accusa di aver tentato di importare beni occidentali nella propria nazione. Il ruolo di allenatore fu in via eccezionale svolto dal cestista Sergej Belov.

## Risultati

### Primo turno
| Squadra 1                    | Totale  | Squadra 2                        | Andata | Ritorno |
| ---------------------------- | ------- | -------------------------------- | ------ | ------- |
| BBC Etzella Ettelbruck       | 131-177 | TuS 04 Leverkusen                | 72-99  | 59-78   |
| Virum                        | 105-259 | TJ Slavia VS Praga               | 63-113 | 42-146  |
| İstanbul Teknik Üniversitesi | -       | KS Partizani Tirana              | [ 1 ]  |         |
| Blue Stars                   | -       | AŠK Olimpija                     | 0-2    | 2-0     |
| Tapion Honka Espoo           | 127-144 | WKS Slask Wroclaw                | 66-66  | 61-78   |
| ÍR Reykjavík                 | -       | Olympique d'Antibes              | 0-2    | 2-0     |
| FUS Rabat                    | 124-179 | AEK Atene BC                     | 80-84  | 44-95   |
| Benfica                      | 133-230 | Budapest Honvéd SE               | 67-112 | 66-118  |
| Alvik BK Stoccolma           | 132-217 | Real Madrid CF                   | 80-99  | 52-118  |
| CJS Aleppo                   | 137-201 | Akademik Sofia                   | 69-89  | 68-112  |
| CS Dinamo București          | 216-136 | Union Firestone Ehgartner Vienna | 115-56 | 101-80  |

### Ottavi di finale
| Squadra 1                    | Totale  | Squadra 2           | Andata | Ritorno |
| ---------------------------- | ------- | ------------------- | ------ | ------- |
| Ignis Varese                 | 162-119 | TuS 04 Leverkusen   | 90-50  | 72-69   |
| İstanbul Teknik Üniversitesi | 154-169 | TJ Slavia VS Praha  | 77-66  | 77-103  |
| WKS Slask Wroclaw            | 154-163 | AŠK Olimpija        | 60-74  | 94-89   |
| Olympique d'Antibes          | 158-152 | AEK Atene BC        | 70-58  | 88-94   |
| CSKA Mosca                   | 195-139 | Budapest Honvéd SE  | 102-72 | 93-67   |
| Al-Zamalek Sporting Club     | 127-174 | Real Madrid CF      | 73-87  | 54-87   |
| Akademik Sofia               | 176-146 | CS Dinamo București | 82-56  | 94-90   |
| Maccabi Tel-Aviv             | 160-169 | Standard Liegi      | 74-62  | 86-107  |

### Quarti di finale

#### Gruppo A
|    | Squadra             | G | V | P | PF  | PS  | Dif | P.ti |
| -- | ------------------- | - | - | - | --- | --- | --- | ---- |
| 1. | Ignis Varese        | 3 | 3 | 0 | 515 | 426 | +89 | 6    |
| 2. | TJ Slavia VŠ Praga  | 3 | 2 | 1 | 506 | 508 | -2  | 5    |
| 3. | AŠK Olimpija        | 3 | 1 | 2 | 451 | 470 | -19 | 4    |
| 4. | Olympique d'Antibes | 3 | 0 | 3 | 461 | 529 | -68 | 3    |

#### Gruppo B
|    | Squadra        | G | V | P | PF  | PS  | Dif  | P.ti |
| -- | -------------- | - | - | - | --- | --- | ---- | ---- |
| 1. | CSKA Mosca     | 3 | 3 | 0 | 512 | 417 | +95  | 6    |
| 2. | Real Madrid    | 3 | 2 | 1 | 474 | 433 | +41  | 5    |
| 3. | BK Akademik    | 3 | 1 | 2 | 509 | 495 | +14  | 4    |
| 4. | Standard Liegi | 3 | 0 | 3 | 442 | 592 | -150 | 3    |

|  | Qualificate alle semifinali |
|  | Eliminata                   |

### Semifinali
| Squadra 1          | Totale  | Squadra 2      | Andata | Ritorno |
| ------------------ | ------- | -------------- | ------ | ------- |
| Ignis Varese       | 148-133 | Real Madrid CF | 82-59  | 66-74   |
| TJ Slavia VŠ Praga | 150-162 | CSKA Mosca     | 83-68  | 67-94   |

### Finale
| Arbitri: | Erwin Kassai Rudolf Anheuser |

|                                                                                               |            |                                                                                |
| Belov 24                                                                                      | Punti      | 22 Fultz                                                                       |
| Belov, Kapranov, Sidjakin, Žarmuchamedov, Andreev Miloserdov, Blik, Selichov, Iljuk, Kovirkin | Formazioni | Ossola, Rusconi, Raga, Fultz, Meneghin Flaborea, Vittori, Paschini, Bulgheroni |
| Sergej Belov                                                                                  | Allenatori | Aza Nikolić                                                                    |

| Coppa dei Campioni 1970-1971 |
| ---------------------------- |
| CSKA Mosca 4º titolo         |

## Formazione vincitrice
| N° | Naz.                        | Ruolo | Sportivo             |  | Alt. |  |
| -- | --------------------------- | ----- | -------------------- |  | ---- |  |
| 4  | Unione Sovietica (bandiera) | P     | Aleksandr Kul'kov    |  |      |  |
| 5  | Unione Sovietica (bandiera) | A     | Ivan Jadėška         |  |      |  |
| 6  | Unione Sovietica (bandiera) | P     | Valerij Miloserdov   |  |      |  |
| 7  | Unione Sovietica (bandiera) | A     | Nikolai Gilgner      |  |      |  |
| 8  | Unione Sovietica (bandiera) | G     | Vadim Kapranov       |  |      |  |
| 9  | Unione Sovietica (bandiera) | G     | Vladimir Iljuk       |  |      |  |
| 10 | Unione Sovietica (bandiera) | P     | Sergej Belov         |  |      |  |
| 11 | Unione Sovietica (bandiera) | A     | Nikolai Kovyrkin     |  |      |  |
| 12 | Unione Sovietica (bandiera) | C     | Alžan Žarmuchamedov  |  |      |  |
| 13 | Unione Sovietica (bandiera) | C     | Boris Subbotin       |  |      |  |
| 14 | Unione Sovietica (bandiera) | A     | Evgenij Kovalenko    |  |      |  |
| 15 | Unione Sovietica (bandiera) | C     | Vladimir Andreev     |  |      |  |
| 16 | Unione Sovietica (bandiera) | P     | Nikolaj Krjuchkov    |  |      |  |
| 17 | Unione Sovietica (bandiera) | A     | Vladimir Zakharov    |  |      |  |
| 18 | Unione Sovietica (bandiera) | G     | Sergey Yastrebov     |  |      |  |
|    | Unione Sovietica (bandiera) | G     | Jurij Selichov       |  |      |  |
|    | Unione Sovietica (bandiera) | A     | Rudol'f Nesterov     |  |      |  |
|    | Unione Sovietica (bandiera) |       | Nikolay Bolvachev    |  |      |  |
|    | Unione Sovietica (bandiera) | All.  | Aleksandr Gomel'skij |  |      |  |